# 陽の当たらない小出くん
『陽の当たらない小出くん』（ひのあたらないこいでくん）は石川ローズによる日本の漫画作品。『月刊アクション』（双葉社）にて、2014年12月号から2016年2月号まで連載されていた。

## あらすじ
16歳のまま成長が止まっているので何度も高校1年生を繰り返している吸血鬼の小出満作は、入学初日の一言で、女子たちに総スカンを受ける。そんな彼をリア充がかまってくれるため、今年こそ充実した高校生活を送れると予感したのだった。

## 用語
七十人高校
小出たちが通う私立高校。「七十人訳聖書」（ギリシャ語に翻訳された旧約聖書）から。
ケンタッキー
小出たち吸血鬼の好物である鶏肉。以前は養鶏場でニワトリを盗んで食べていた。
吸血鬼
牙とエルフのようなとがった耳を持つ。日中は眼の下に隈がある。
七十人高校には5人の吸血鬼がおり、生徒や先生たちは小出たちの正体を知っている。10代の吸血鬼は学校に通わないと政府に狩られる。
吸血鬼に噛まれるとその噛まれた本人も吸血鬼になる。噛まれた瞬間から成長が止まる。人間を噛んで仲間を増やすのは上の許可がないといけない。
下記のような様々な特徴を持つ。
不老不死である
影がない
陽に当たると倒れてしまう
水がかかると火傷する
何かの拍子に白目が黒くなる。
吸血鬼に似合うよう靴が反り返る
写真に写らない
鏡に映らない
カルマがたまる（長生きする）と動物に変身できる
テレパシーで会話できる
夜になると元気になる
壁や天井を歩ける
死んでいるため体が冷たく触った相手から寿命を奪う
傷ができてもすぐに治る、数を数え始めると止まらなくなる
狼（狼に近い犬）が嫌い
動物に恐れられる
髪を切ってもすぐに元に戻る

## 登場人物
小出満作（こいで まんさく）
本作の主人公。吸血鬼。高校1年生。134ターン目の16歳（150歳）。一人称は「オレ」。ひねくれていて女子から人気がない。今年こそはリア充になれると思っている。三浦とは130年来の友人。
三浦苦参（みうら くらら）
吸血鬼。本名はクレモン・ミュラ。一人称は「ボク」。小出と同じく高校1年生で16歳だが、実年齢442歳。中世ではけっこうひどい目にあっているため、何事にも動じない。女子から人気がある。

### その他の吸血鬼
累 桂樹（るい けいじゅ）
高校3年生18歳で実年齢223歳。一人称は「私」あるいは「ボク」。人間としては先輩だが吸血鬼としては年下なので三浦のことを坊っちゃんと呼んでいる。優しい。いくつもの委員会をかけもちするなど、しっかりものである。ダジャレをいうが、小出、三浦、クラスメイトから面白くないといわれている。
紫蘭（しらん）
累の友達の吸血鬼。七十人高校の隣の高校の不良吸血鬼のリーダー。
梅田（うめだ）
七十人高校の2年生。約1年前に吸血鬼になった。コワモテ。

### 小出のクラスメイト
リア充
高橋、佐藤、池谷が主。5人くらいでつるんでいる。
月並（つきなみ）
何のとりえもないと思っている普通の子。「ニチニチ」というポメラニアンを飼っている。小出の女友達になる。
向日葵（ひまわり）
小出のクラスのクラス委員。頭がよくて行動力がある。
三浦の第四夫人（みうらのだいよんふじん）
小出のクラスの変わってると有名な女子。三浦の顔の落書きを見て、実はひょうきんな人と思い、三浦に思わず告白する。
小久保（こくぼ）
地味系男子の一人。

### 先生
伊吹（いぶき）
体育教師。28歳。色黒。ダサい。深山とは高校からの幼なじみ。
深山（みやま）
保健室の先生。28歳。色白。おしゃれ。ライトノベルが好き。吸血鬼にあこがれていて、小出に｢噛んでくれ｣としつこく懇願している。
浜野（はまの）
小出のクラスの担任。42歳、厄年。

## 書誌情報
- 石川ローズ 『陽の当たらない小出くん』 双葉社〈アクションコミックス〉、全2巻
  1. 2015年8月10日発売、ISBN 978-4-575-84661-4
  2. 2016年1月28日発売、ISBN 978-4-575-84748-2